# Ostnákovití
Ostnákovití (Jacanidae) je čeleď ptáků z řádů dlouhokřídlých (Charadriiformes), mezi jejíž hlavní znaky patří dlouhé nohy s extrémně prodlouženými prsty zakončené dlouhými drápy a rohovitý osten nebo hrbolek v ohbí křídla. Ostnáci se vyskytují v mělkých stojatých močálovitých vodách tropů a subtropů Jižní Ameriky, Asie, Austrálie a Afriky včetně Madagaskaru. Klíčový je pro ně výskyt vodní vegetace (lotosy aj.), po které se dokáží obratně pohybovat díky dlouhým prstům, které rozloží jejich váhu. Dosahují velikosti 15–58 cm a váhy 40–275 g. Opeření bývá různé, typicky zahrnuje skořicové a zelenavé barvy, občas je výrazná i bílá. Samice běžné bývají o 60 % větší než samci, u některých druhů dosahují až dvojnásobné váhy samců. Taková převrácená pohlavní dvojtvárnost je vůbec největší mezi všemi ptáky.
Většina druhů je polyandrických (žijí v mnohomužství); samice se spáří se samcem, naklade mu snůšku a tím její mateřský příspěvek končí. Měsíc dlouhou inkubaci i výchovu mláďat zajišťuje pouze samec. Ostnáci se živí hlavně hmyzem, měkkýši a korýši, některé druhy občas pojídají i semena. Rozlišuje se 8 recentních druhů v 6 rodech, známo je i několik fosilních druhů, ty nejstarší z oligocénu. Všechny populace ostnáků jsou patrně na pomalém ústupu v důsledku zániku přirozených stanovišť, rychleji ubývá hlavně ostnák madagaskarský, který je ohrožený.

## Systematika
Čeleď Jacanidae vytyčili v roce 1854 francouzští přírodovědci Jean-Charles Chenu a Marc des Murs po názvem „Jacaneinae“. Moderní název „Jacanidae“ poprvé použil norskoamerický ornitolog Leonhard Stejneger roku 1885. Název čeledi pochází z názvu rodu Jacana, které pochází z portugalského jaçanã. To je odvozeno z tupijštiny, ve které se slovem yaassānā či yohānā označuje nějaký velmi hlasitý vodní pták.

### Vnější systematika
V taxonomickém řazení spadají ostnákovití do řádu dlouhokřídlých a podřádu Scolopaci. V rámci tohoto podřádu lze vysledovat dvě linie: tu bazální představují slukovití (Scolopacidae), jejich sesterský klad je tvořen čeleděmi ostnákovití, slučicovití (Rostratulidae), dropíkovití (Pedionomidae) a písečníkovití (Thinocoridae). Zatímco genetická studie z roku 2003 fylogenetický vztah těchto skupin nerozluštila, genetická analýza z roku 2007 již poukázala na sesterský vztah ostnákovitých a slučicovitých. To bylo potvrzeno i ve fylogenetické analýze z roku 2012. Vztahy čeledí v podřádu Scolopaci zachycuje následující kladogram:
|  | Jacanidae – ostnákovití     |
|  |                             |
|  | Rostratulidae – slučicovití |
|  |                             |

|  | Pedionomidae – dropíkovití   |
|  |                              |
|  | Thinocoridae – písečníkovití |
|  |                              |

|  | Jacanidae – ostnákovití     |
|  |                             |
|  | Rostratulidae – slučicovití |
|  |                             |

|  | Pedionomidae – dropíkovití   |
|  |                              |
|  | Thinocoridae – písečníkovití |
|  |                              |

|  | Jacanidae – ostnákovití     |
|  |                             |
|  | Rostratulidae – slučicovití |
|  |                             |

|  | Pedionomidae – dropíkovití   |
|  |                              |
|  | Thinocoridae – písečníkovití |
|  |                              |

|  | Jacanidae – ostnákovití     |
|  |                             |
|  | Rostratulidae – slučicovití |
|  |                             |

|  | Pedionomidae – dropíkovití   |
|  |                              |
|  | Thinocoridae – písečníkovití |
|  |                              |

|  | Jacanidae – ostnákovití     |
|  |                             |
|  | Rostratulidae – slučicovití |
|  |                             |

|  | Pedionomidae – dropíkovití   |
|  |                              |
|  | Thinocoridae – písečníkovití |
|  |                              |

|  | Jacanidae – ostnákovití     |
|  |                             |
|  | Rostratulidae – slučicovití |
|  |                             |

|  | Pedionomidae – dropíkovití   |
|  |                              |
|  | Thinocoridae – písečníkovití |
|  |                              |

|  | Jacanidae – ostnákovití     |
|  |                             |
|  | Rostratulidae – slučicovití |
|  |                             |

|  | Pedionomidae – dropíkovití   |
|  |                              |
|  | Thinocoridae – písečníkovití |
|  |                              |

|  | Jacanidae – ostnákovití     |
|  |                             |
|  | Rostratulidae – slučicovití |
|  |                             |

|  | Pedionomidae – dropíkovití   |
|  |                              |
|  | Thinocoridae – písečníkovití |
|  |                              |

|  | Jacanidae – ostnákovití     |
|  |                             |
|  | Rostratulidae – slučicovití |
|  |                             |

|  | Pedionomidae – dropíkovití   |
|  |                              |
|  | Thinocoridae – písečníkovití |
|  |                              |

|  | Jacanidae – ostnákovití     |
|  |                             |
|  | Rostratulidae – slučicovití |
|  |                             |

|  | Pedionomidae – dropíkovití   |
|  |                              |
|  | Thinocoridae – písečníkovití |
|  |                              |

|  | Jacanidae – ostnákovití     |
|  |                             |
|  | Rostratulidae – slučicovití |
|  |                             |

|  | Pedionomidae – dropíkovití   |
|  |                              |
|  | Thinocoridae – písečníkovití |
|  |                              |

|  | Jacanidae – ostnákovití     |
|  |                             |
|  | Rostratulidae – slučicovití |
|  |                             |

|  | Pedionomidae – dropíkovití   |
|  |                              |
|  | Thinocoridae – písečníkovití |
|  |                              |

|  | Jacanidae – ostnákovití     |
|  |                             |
|  | Rostratulidae – slučicovití |
|  |                             |

|  | Pedionomidae – dropíkovití   |
|  |                              |
|  | Thinocoridae – písečníkovití |
|  |                              |

|  | Jacanidae – ostnákovití     |
|  |                             |
|  | Rostratulidae – slučicovití |
|  |                             |

|  | Pedionomidae – dropíkovití   |
|  |                              |
|  | Thinocoridae – písečníkovití |
|  |                              |

|  | Jacanidae – ostnákovití     |
|  |                             |
|  | Rostratulidae – slučicovití |
|  |                             |

|  | Pedionomidae – dropíkovití   |
|  |                              |
|  | Thinocoridae – písečníkovití |
|  |                              |

|  | Jacanidae – ostnákovití     |
|  |                             |
|  | Rostratulidae – slučicovití |
|  |                             |

|  | Pedionomidae – dropíkovití   |
|  |                              |
|  | Thinocoridae – písečníkovití |
|  |                              |

V minulosti byli ostnákovití občas řazeni ke krátkokřídlým (Gruiformes), kde byli spojováni s chřástalovitými (Rallidae), kterými jsou nápadně podobní (čelní štítek, dlouhé nohy, stejný typ stanovišť aj.).

### Vnitřní systematika

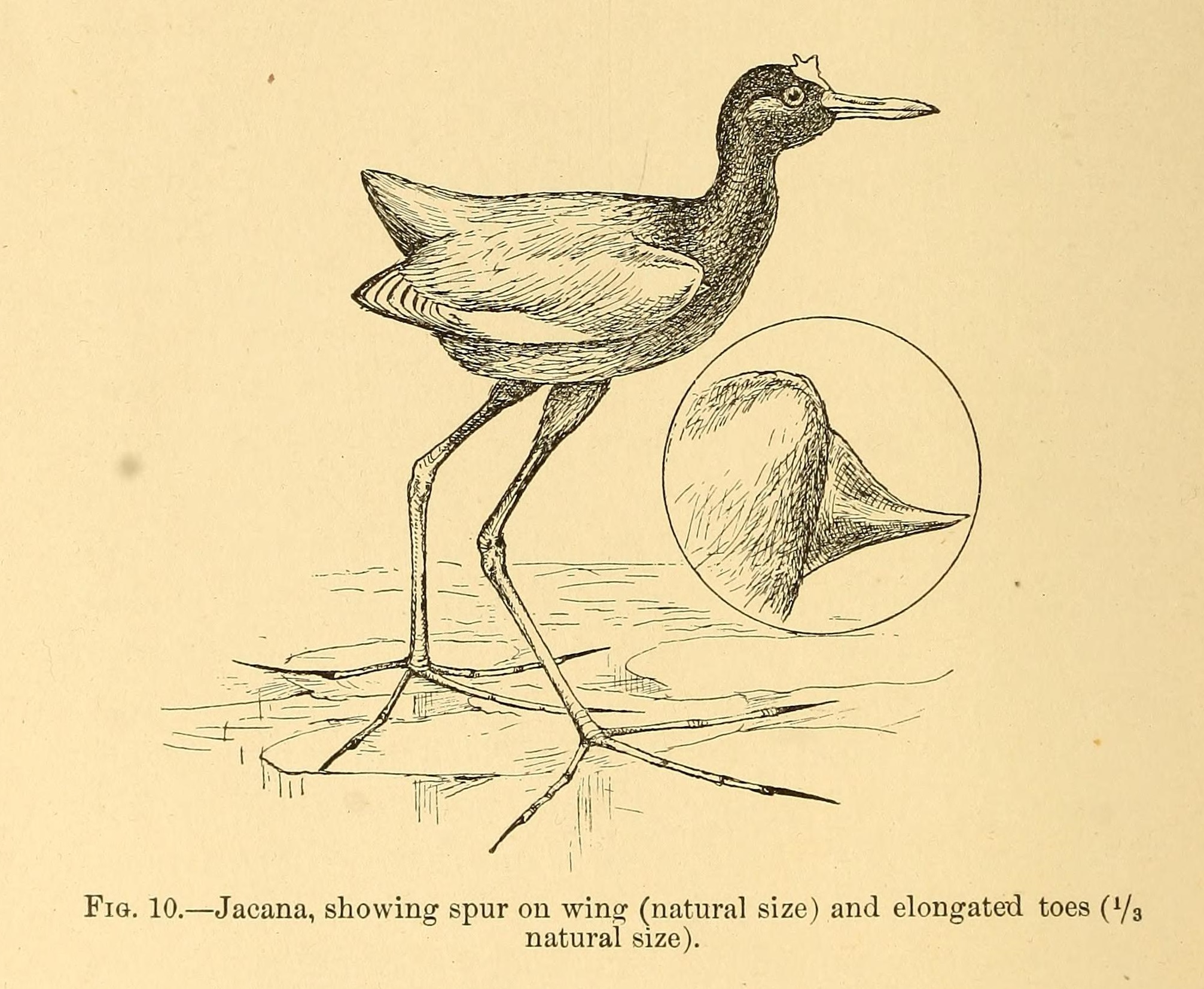
Ilustrace ostnáka trnitého zachycující hlavní znaky ostnáků: dlouhé nohy, extrémně prodloužené prsty a osten v ohbí křídla

V rámci ostnákovitých lze rozeznat dva zřetelné klady. První tvoří rody Jacana (Jižní a střední Amerika) a Hydrophasianus (Asie), druhý klad tvoří Irediparra (Australasie), Microparra (Afrika), Metopidius (Asie) a Actophilornis (Afrika). Toto rozdělení bylo navrženo již v roce 1978 na základě analýzy kostí a částečně i opeření a svaloviny. Rody Jacana a Hydrophasianus jsou charakteristické přítomností křídelních ostnů, zatímco ostatní rody mají na křídle bobulovité výrůstky. Skupina Jacana-Hydrophasianus má navíc světle zbarvené proužky na křídlech ve všech typech opeření a nedospělí ptáci mají přes oko černý proužek; u druhé skupiny není žádná z těchto charakteristik opeření přítomna. Rozdělení zmíněné výše bylo potvrzeno i genetickými studiemi. Příbuzenské vztahy mezi jednotlivými druhy zobrazuje následující kladogram:
|  | Jacana         |
|  |                |
|  | Hydrophasianus |
|  |                |

|  | \| \| Microparra \| \| \| \| \| \| Irediparra \| \| \| \| |
|  |                                                           |
|  | Metopidius                                                |
|  |                                                           |
|  | Microparra                                                |
|  |                                                           |
|  | Irediparra                                                |
|  |                                                           |

|  | Microparra |
|  |            |
|  | Irediparra |
|  |            |

|  | \| \| Microparra \| \| \| \| \| \| Irediparra \| \| \| \| |
|  |                                                           |
|  | Metopidius                                                |
|  |                                                           |
|  | Microparra                                                |
|  |                                                           |
|  | Irediparra                                                |
|  |                                                           |

|  | Microparra |
|  |            |
|  | Irediparra |
|  |            |

|  | Jacana         |
|  |                |
|  | Hydrophasianus |
|  |                |

|  | \| \| Microparra \| \| \| \| \| \| Irediparra \| \| \| \| |
|  |                                                           |
|  | Metopidius                                                |
|  |                                                           |
|  | Microparra                                                |
|  |                                                           |
|  | Irediparra                                                |
|  |                                                           |

|  | Microparra |
|  |            |
|  | Irediparra |
|  |            |

|  | \| \| Microparra \| \| \| \| \| \| Irediparra \| \| \| \| |
|  |                                                           |
|  | Metopidius                                                |
|  |                                                           |
|  | Microparra                                                |
|  |                                                           |
|  | Irediparra                                                |
|  |                                                           |

|  | Microparra |
|  |            |
|  | Irediparra |
|  |            |

Zvláštností výše uvedeného kladogramu jsou sesterské vztahy amerického rodu Jacana a asijského Hydrophasianus, i sesterský vztah afrického rodu Microparra a australasijského Irediparra. Není zcela jasné, jaké mechanismy stály za tím, že nejpříbuznější větve se vyskytují na jiných kontinentech. Autoři molekulární studie z roku 2000 mají za to, že původní rozšíření těchto rodů bylo mnohem větší, avšak rody místně časem vyhynuly, takže nynější druhy v podstatě představují reliktní populace. Hned 4 z 6 rozeznávaných rodů jsou monotypické. To znamená, že každý z rodů zahrnuje pouze jeden druh. Seznam druhů ostnákovitých zachycuje následující tabulka:
| Obrázek | Vědecké jméno            | Běžné jméno          | Výskyt                               |
| ------- | ------------------------ | -------------------- | ------------------------------------ |
|         | Microparra capensis      | ostnák malý          | střední a jihovýchodní Afrika        |
|         | Actophilornis africanus  | ostnák africký       | střední a jižní Afrika               |
|         | Actophilornis albinucha  | ostnák madagaskarský | Madagaskar                           |
|         | Irediparra gallinacea    | ostnák lotosový      | Malajsie, jihovýchodní Austrálie     |
|         | Hydrophasianus chirurgus | ostnák bažantovitý   | Asie                                 |
|         | Metopidius indicus       | ostnák hnědoocasý    | Asie                                 |
|         | Jacana spinosa           | ostnák trnitý        | Mexiko, střední Asie                 |
|         | Jacana jacana            | ostnák jihoamerický  | Panama, severovýchodní Jižní Amerika |

### Fosilní druhy
K nejstarším fosilním druhů patří rod Nupharanassa, jehož fosilizované pozůstatky ze spodního oligocénu byly nalezeny v Egyptě. Typový druh tohoto rodu, Nupharanassa bulotorum, se vyznačoval tím, že byl o 30–35 % větší než největší druhy recentních ostnáků. Z Egypta jsou ještě známy rovněž oligocenní druhy Nupharanassa tolutaria a Janipes nymphaeobates. J. nymphaeobates byl také větší než recentní druhy, avšak menší než zmíněný Nupharanassa bulotorum. Z Floridy je znám středně pliocenní zástupce rodu Jacana, Jacana farrandi. Jeden fosilní druh Nupharanassa bohemica z raného miocénu byl popsán i z Česka, avšak zařazení fosilie mezi ostnákovité bylo zpochybněno s tím, že se jedná o fosilii značně odlišnou jiným fosilním ostnákům a spíše by se hodilo druh zařadit mezi mandelíkovité (Coraciidae).

## Výskyt

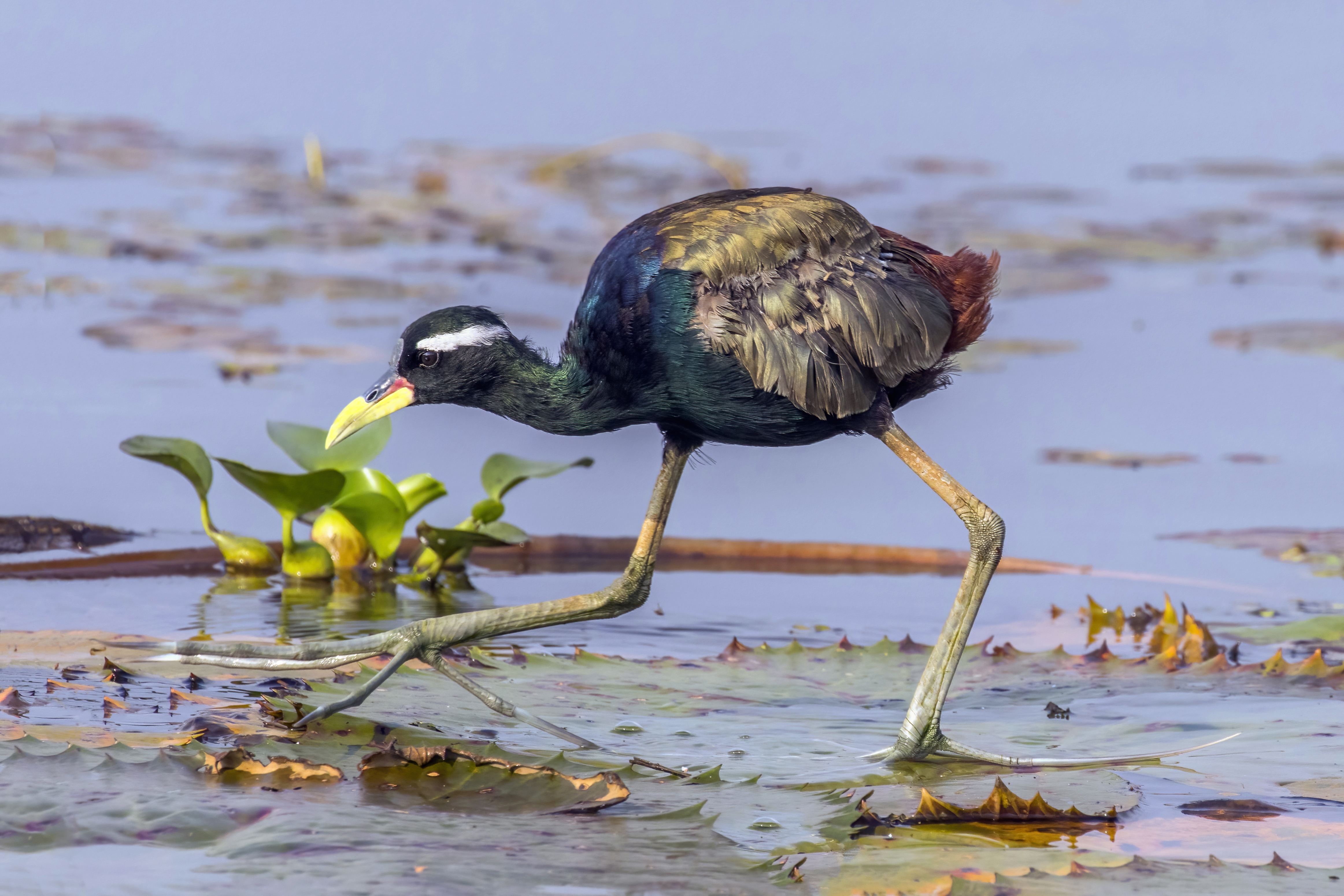
Ostnák hnědoocasý

Ostnákovití mají pantropický výskyt. To znamená, že jejich areál rozšíření zahrnuje tropické oblasti obou polokoulí, podobně jako je tomu u čápů nebo chřástalovců. Konkrétně obývají tropy a subtropy střední a Jižní Ameriky, Afriky včetně Madagaskaru, jihovýchodní Asie a Austrálie. Jedná se o ptáky nerozlučně spjaté se sladkou vodou a vodním prostředím. Preferují hlavně močály, vyskytují se i na jezerech. V moderních dobách obývají i člověkem vytvořené vodní plochy, jako jsou vodní nádrže a rybníky. Preferují místa s plovoucí vegetací, mj. lotosy nebo rákosinami. Za krmením zaletí i do záplavových oblastí nebo na rýžová pole. Lesům se vyhýbají, i na močálech mají rádi stanoviště s dostatečným rozhledem. Obývají hlavně nížiny, mohou však vystoupat až do 2400 m n. m.

## Popis
Jedná se o středně velké ptáky o velikosti 15–58 cm a váze 40–275 g. Největším ostnákem je ostnák bažantovitý, nejmenší druh představuje ostnák malý. Pohlavní dvojtvárnost bývá výrazná, samice jsou typicky asi o 60 % těžší než samci. U některých druhů jsou samice v průměru až o 78 % těžší než samci a samice ostnáka bažantovitého může vážit i dvakrát více než samec. Tato extrémní převrácená pohlavní dvojtvárnost je dokonce největší mezi všemi ptáky i savci.

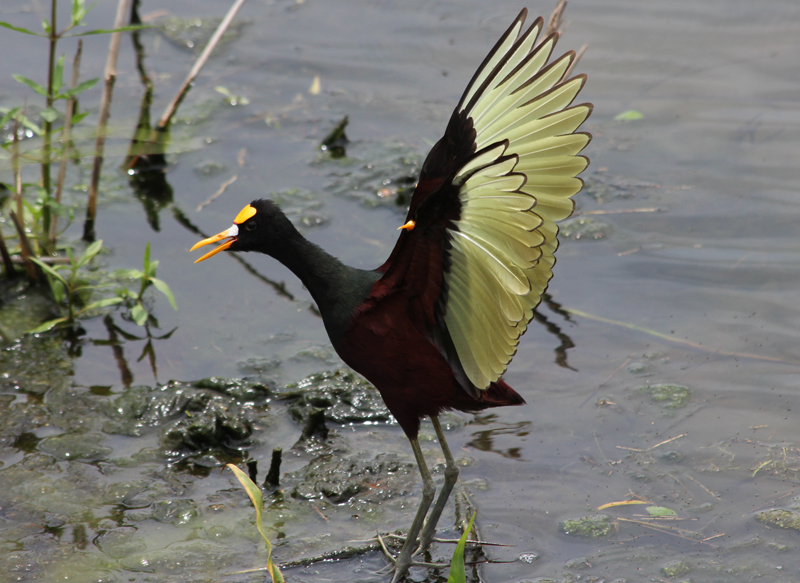
Ostnák trnitý s viditelným ostnem v ohbí křídla

V opeření se samec od samice neliší, takže v terénu jsou od sebe k nerozeznání. To nejednou vedlo mezi vědci k nedorozumění při výzkumech hnízdících návyků ostnáků. Barva opeření se liší podle druhu, většina ostnáků je načervenalá, nazelenalá až černá, u jiných je výrazná i bílá barva. Ostnák malý je neotenický, tzn. ponechává si juvinelní opeření i v dospělosti. Zatímco většina druhů tráví celý rok ve stejném šatu, ostnák bažantovitý se v době hnízdění obléká do stavebního šatu, jehož součástí je i velmi dlouhý ocas. Dospělci mívají výrazné čelní štítky, laloky v koutcích zobáku nebo laločnaté hřebínky; výjimkou jsou ostnák bažantovitý, který má bílou korunku, a ostnák malý, jehož čelní štítek je malý nebo absentní. Juvinelní šat ostnáků je typicky hnědavých barev, adultní opeření vyrůstá kolem věku jednoho roku. S výjimkou ostnáka trnitého a malého ostnáci přepeřují všechny letky najednou, takže jsou dočasně nelétaví.
Ostnáci mají dlouhé tenké krky, dlouhé nohy a extrémně prodloužené prsty s dlouhými drápy. Tyto dlouhé prsty bez blan ostnákům umožňují rozložit svou hmotnost a chodit po plovoucí vegetaci. Díky této schopnosti vytěžují poměrně unikátní ekologickou niku. Prsty mohou být dlouhé až kolem 10 cm. U rodů Actophilornis, Metopidius a Irediparra má vřetenní kost (radius) unikátní, ostře čepelovitý tvar, což je patrně adaptace na zahřívání vajec a ptáčat pod křídlem. Rody Jacana a Hydrophasianus mají v ohbí křídla zrohovatělý špičatý osten, ostatní rody mají jen tvrdé hrbolovité výrůstky. Ostny jsou přítomné u samic i samců a jsou používány k obraně proti predátorům, k zastrašování kompetice v době hnízdění i během námluv.

## Biologie a ekologie

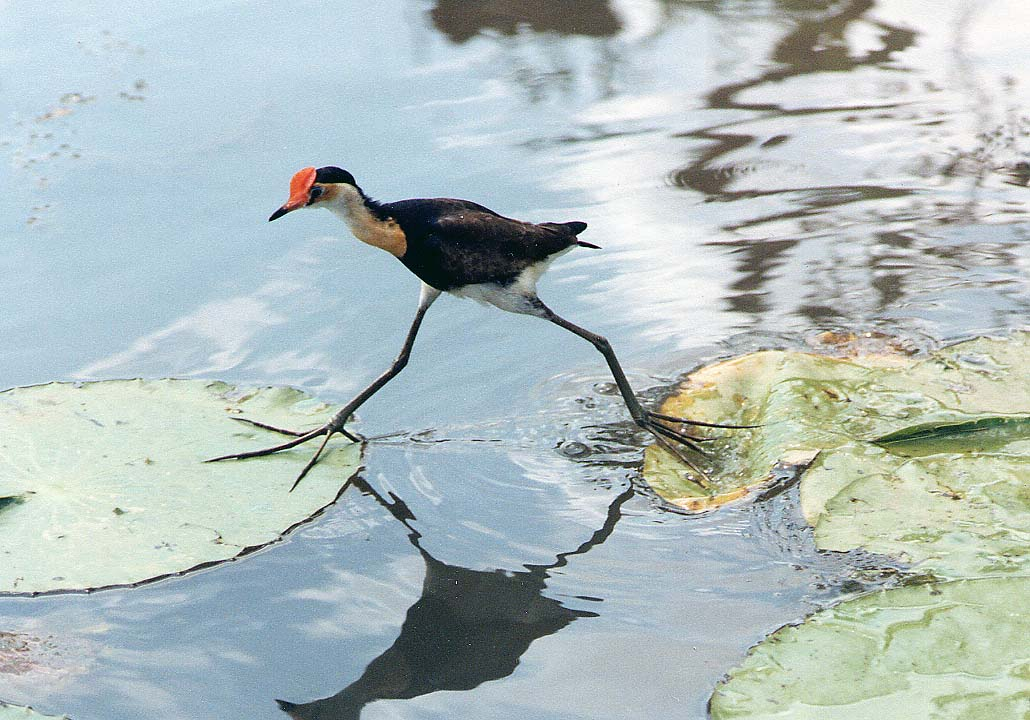
Ostnák lotosový při hopsání po lotosech

V místech svého výskytu se jedná o poměrně běžné ptáky, které se dá dobře pozorovat pro jejich relativní krotkost. Žijí většinou usedavým způsobem života, pouze ostnák bažantovitý je částečně tažný. V případě zhoršení životních podmínek, které může přinést např. sucho, mohou oblast opustit a přeletět do míst s vhodnějším životním prostředním. Jejich let je ostatně jen velmi slabý, typicky přeletují jen na krátké vzdálenosti. Jsou zato zdatní plavci a samec s ptáčaty často při úprku před predátorem raději uplave než uletí.

Hlasový projev ostnáků je pronikavý a zvučný. K vokálním projevům nejčastěji dochází v době hnízdění a péče o mláďata. Vydávají nejrůznější pisklavé skřípavé zvuky nebo série cvrlikání a štěbetání. V době hnízdění se typicky vyskytují v páru, mimo hnízdění se mohou sdružovat do početných hejn o stovkách jedinců. Ostnáci často natáčí svou hlavu do strany a s očima nahoře vyhlíží ptačí predátory.

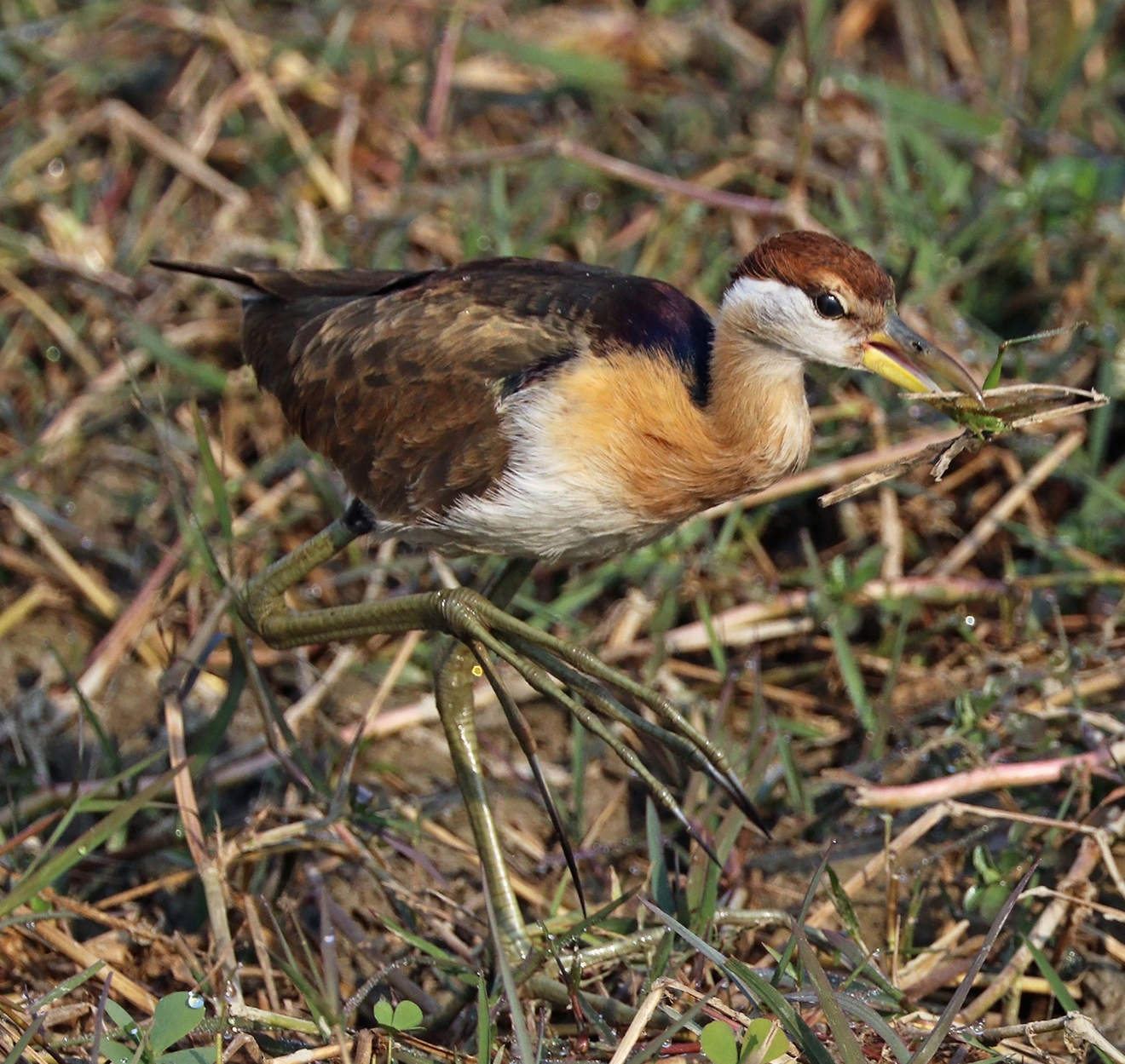
Ostnák hnědoocasý (juvenál) s ulovenou potravou v zobáku

### Potrava
Živí se hlavně hmyzem, měkkýši a korýši, některé druhy občas pojídají i semena. Někdy sezobnou i menší rybku. Typicky se krmí tak, že prochází po plovoucích nebo jemně ponořených vodních rostlinách a hledají na plovoucích listech nebo těsně pod vodou malé bezobratlé živočichy. Nezřídka zobákem zvedají listy, aby zjistili, zda se pod nimi nachází potrava. Menší rostliny jako nepukalky (Salvinia) vyrvou zobákem i s kořeny, převrátí a v kořenovém sytému hledají korýše, menší plže a další drobné bezobratlé. Včely a dvoukřídlé často sbírají z květů. Včely před spolknutím vždy namočí do vody.
Ostnáci tráví sbíráním potravy až 90 % svého dne. Výjimku tvoří doba inkubace a výchovy mláďat – v těchto obdobích se samec věnuje dost mláďatům a samice může být na stráži teritoria, takže oba tráví sbíráním potravy méně času. Někdy mohou sbírat potravu za jinými zvířaty, kteří se prochází nebo proplouvají močálem, a rozdmychávají tak vodní bezobratlé. Ostnák jihoamerický byl zaznamenán při vyzobávání klíšťat z kapybary.

### Hnízdění

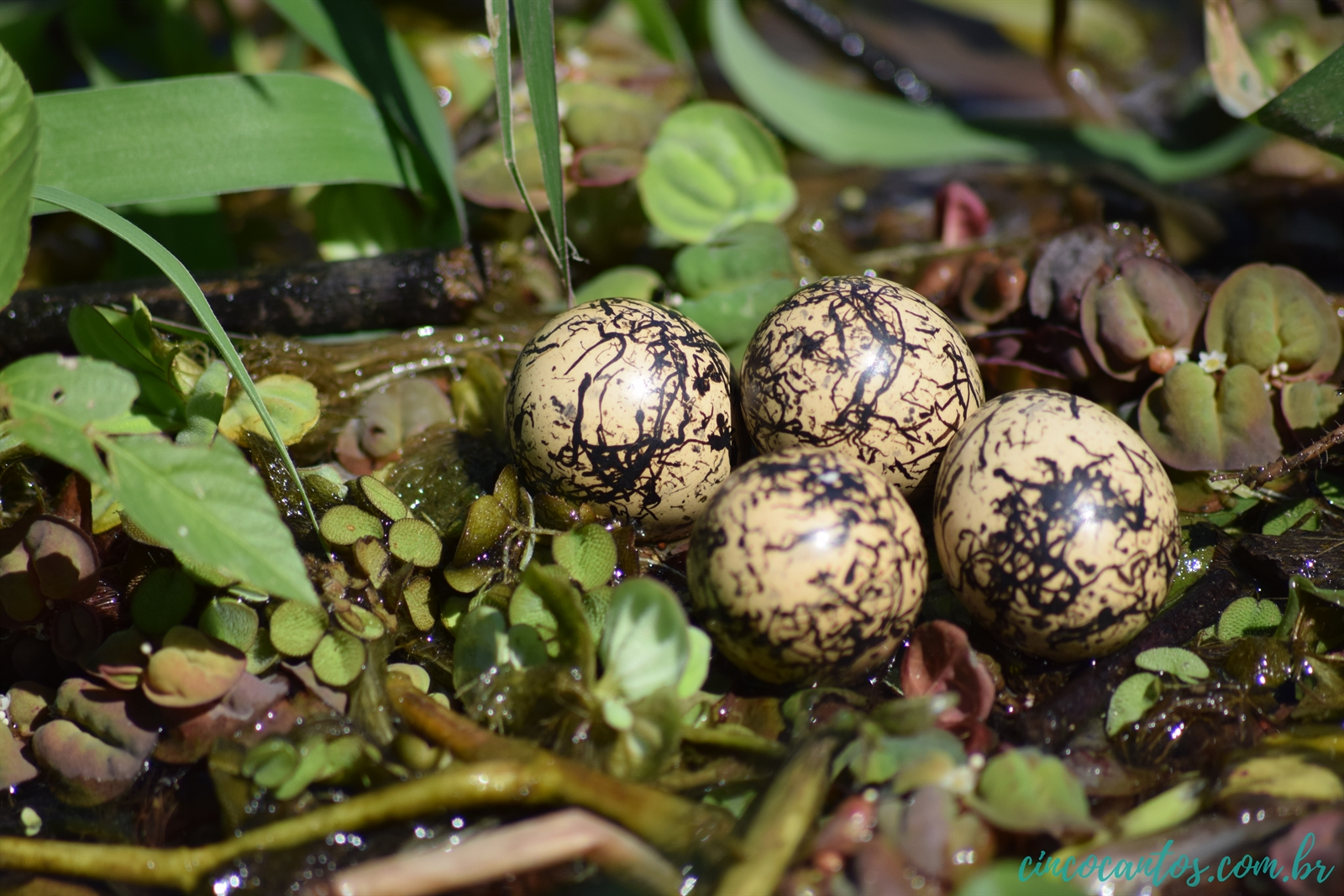
Vejce ostnáka jihoamerického

Ostnák malý je monogamním druhem se sdílenou mateřskou péčí. Všechny ostatní druhy jsou polyandrické – samice se spáří se samcem, naklade do jeho hnízda snůšku vajec a po vyklubání ptáčat nebo již během inkubace se vydá spářit s dalším samcem. Veškerou hnízdní i pohnízdní péči od inkubace po východu mláďat zajišťuje pouze samec. Polyandrie je u ostnáků do určité míry individuální a občas se najdou samice, které žijí v monogamních svazcích. Ostnáci se vykazují silnou a komplexní teritorialitou. Samci si vyhraňují teritoria, která brání proti vetřelcům hlasitým pronikavým voláním. Z teritoria vedle samců téhož druhu vyhání i ostatní druhy vodních ptáků, na které se vrhají po zemi i ze vzduchu. Jakmile se objeví na samčím teritoriu samice, typicky dochází ke spáření. Samice si typicky udržuje větší teritorium, které je rozděleno na několik menších teritorií samců. Samice tato menší samčí teritoria pravidelně navštěvuje a v případě, že nalezne samce, který již úspěšně vyvedl snůšku nebo o ni přišel, se se samcem spáří a naklade mu novou snůšku. Samice mezi sebou mohou soupeřit o jednotlivá nebo několikerá samčí teritoria. Může dokonce dojít k uzmutí všech samců a jejich teritorií jinou samicí. Samice ostnáka trnitého po uzmutí teritoria od jiné samice typicky rozklove přítomnou snůšku a vejce částečně sní. V případě přítomnosti novorozeňat je může uklovat k smrti. Samec se brzy s nastalou situací smíří a s novou samicí se brzy spáří.

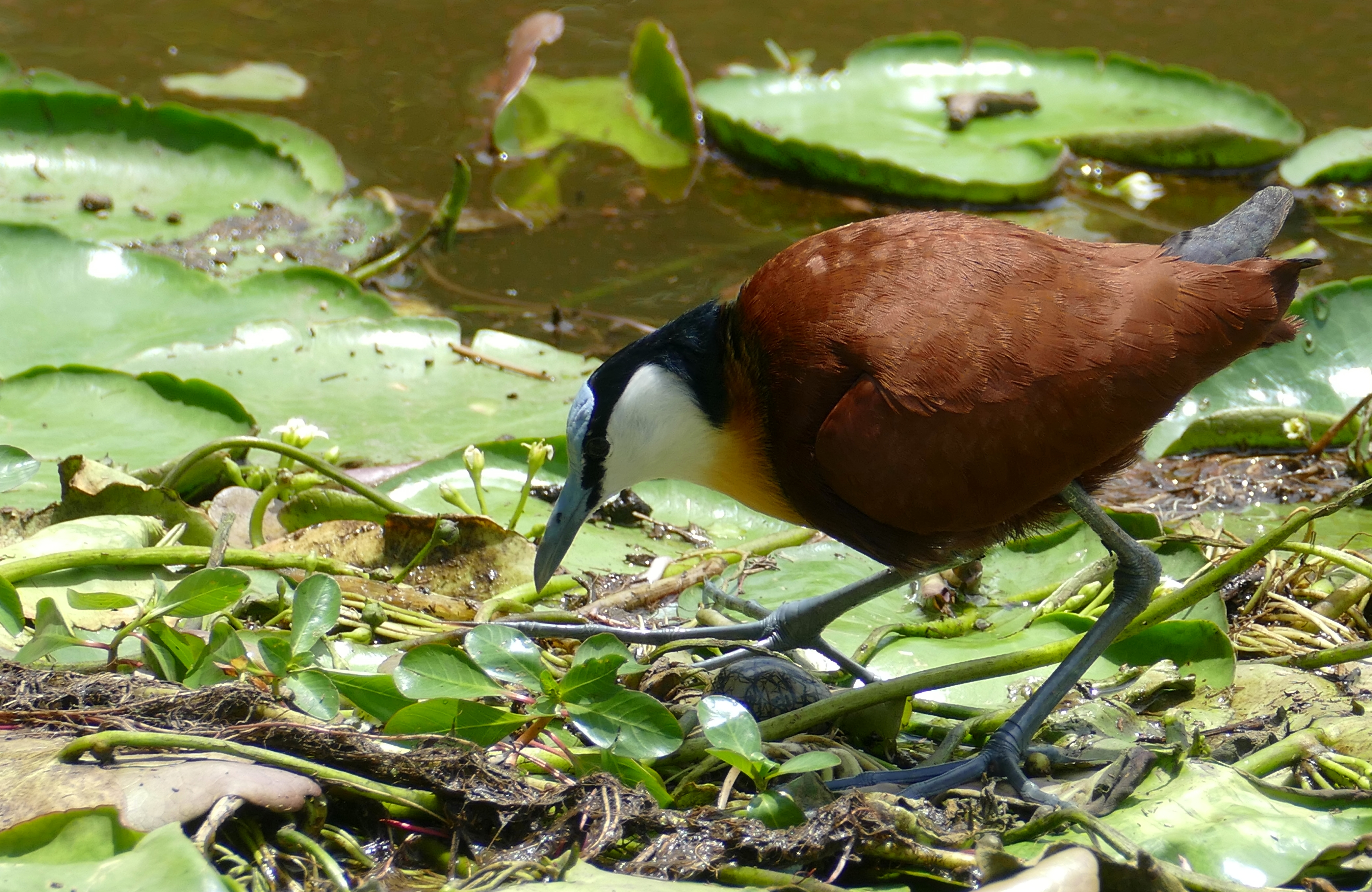
Ostnák africký na hnízdě

Hnízdo ostnáků většinou představuje jen nedbalá plošinka z vodních rostlin umístěná na plovoucí vegetaci. Staví ji samec s občasným přispěním samice, veškerá další mateřská péče je však v rukou samce. Samice některých druhů sice mohou občasně krátce pomoci za zahříváním vajec nebo obranou teritoria, avšak samice se účastní pouze aktivit, při kterých nedochází k interakcí s ptáčaty. Snůška obsahuje 3–6, nejčastěji 4 hruškovitá vejce se silnou skořápkou. Vejce bývají olivově hnědá s nepravidelnými černými vlnovkami. Vejce jsou vzhledem k velikost dospělých ostnáků poměrně malá, což je patrně daň za to, že samice klade více snůšek za rok. Samice typicky klade 2–3 snůšky ročně, avšak nezřídka i více a samice ostnáka bažantovitého může dokonce naklást i 10 snůšek pro 10 samců za jediný rok. Hnízdo bývá umístěno tak nízko nad hladinou, že se vejce někdy mohou dotýkat vody. Samec to řeší tak, že při inkubaci vsune pod vejce letky, takže částečně vejce izoluje od chladné vody a vedle tepla z torza k zahřívání vajec a později i ptáčat používá i křídla, která roztáhne nad vejci nebo ptáčaty. Vejce může v podpaždí nebo přitisknuté mezi zobákem a hrudí i přenést na krátké vzdálenosti, občas může vejce i překoulet zobákem po plovoucí vegetaci. K přenesu dochází typicky v případě, že se hnízdo začne potápět či rozpadat. Inkubace trvá kolem měsíce.

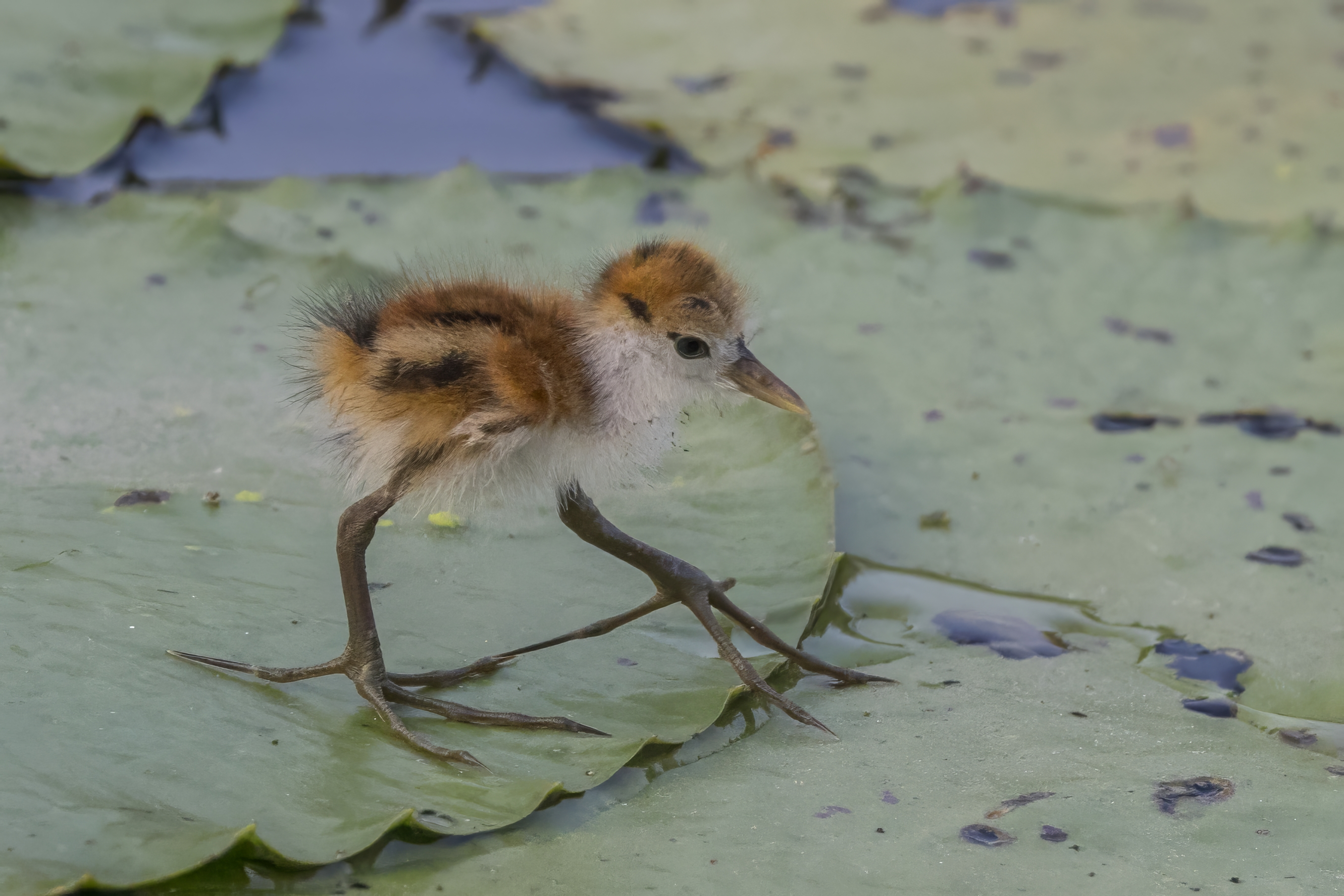
Ptáče ostnáka lotosového

Prekociální mláďata se krátce po narození dovedou sama krmit. Samec je nepřikrmuje, avšak vyvádí je za potravou a ukazuje jim potravu zobákem. Společné krmení je v rané fázi růstu velmi důležité a v případě absence samce mláďata často jen posedávají po listech plovoucí vegetace a nekrmí se. Je znám případ mláďat ostnáků skvrnitých, která zemřela hladem poté, co jejich otec zmizel. První den až dva samec své potomky takřka nepřetržitě zahřívá pod křídly, a po dalších několik týdnů je zahřívá jen v případě špatného počasí nebo chladných nocí. V případě nebezpečí se ptáčata uchýlí pod otcova křídla, který takto pod křídlem dokonce může své potomky na krátkou vzdálenost i přenést; létat s ptáčaty v podpaždí nedovede.

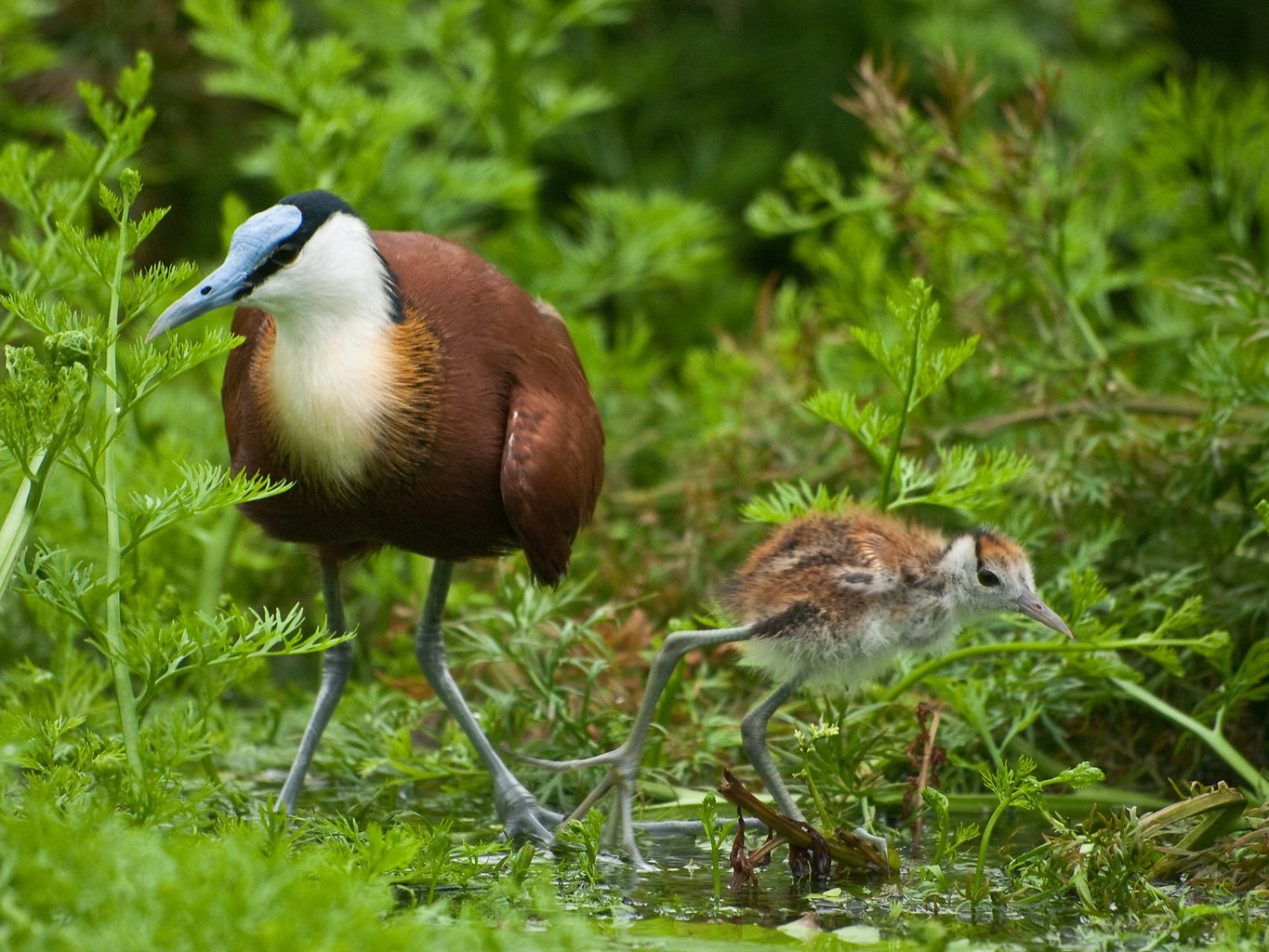
Ostnák africký s mládětem

V případě nebezpečí mohou ptáčata i tzv. snorklovat, tzn. ponoří své tělo pod vodu a nechají nad vodu vyčnívat jen zobák, přes který dýchají. Podobně jako u některých dalších dlouhokřídlých, i u ostnáků může v případě ohrožení predátorem dojít k předvádění zranění, aby tak rodič odlákal pozornost predátora od hnízda k dospělci. K předváděcím taktikám patří ležení na zemi s částečně roztaženými křídly a nemotorným máváním, které vypadá, jako by ostnák nemohl vzlétnout. Dalším „divadlem“ je táhnutí narovnané nohy za tělem, které připomíná zranění nohy. K prvnímu letu ptáčat dochází ve věku kolem 6–12 týdnů, kdy také dochází k disperzi.
Polyandrie je u ptáků velmi vzácná. Nejčastěji se nicméně objevuje u dlouhokřídlých. U ostnáků se patrně vyvinula jako odpověď na vysoké ztráty vajec a ptáčat, které typicky představují více než 50 %. Za nízkou hnízdní úspěšností stojí nestabilní vodní prostředí i predátoři, ke kterým patří vodní hadi, větší ptáci a želvy. Při jednom z terénních výzkumů ostnáka afrického podlehlo predaci dokonce všech 16 sledovaných snůšek.

## Vztah k lidem
Ostnáci jsou již od nepaměti dobře známi rybářům, kteří ostnáky nikdy nijak zvlášť nepronásledovali vzhledem k tomu, že tito ptáci nežerou ryby. Patrně i díky tomu jsou ostnáci relativně krotcí a běžně se vyskytují i ve vodních habitatech silně přetvořených lidmi nebo v těsné blízkosti lidských sídel.

### Ohrožení

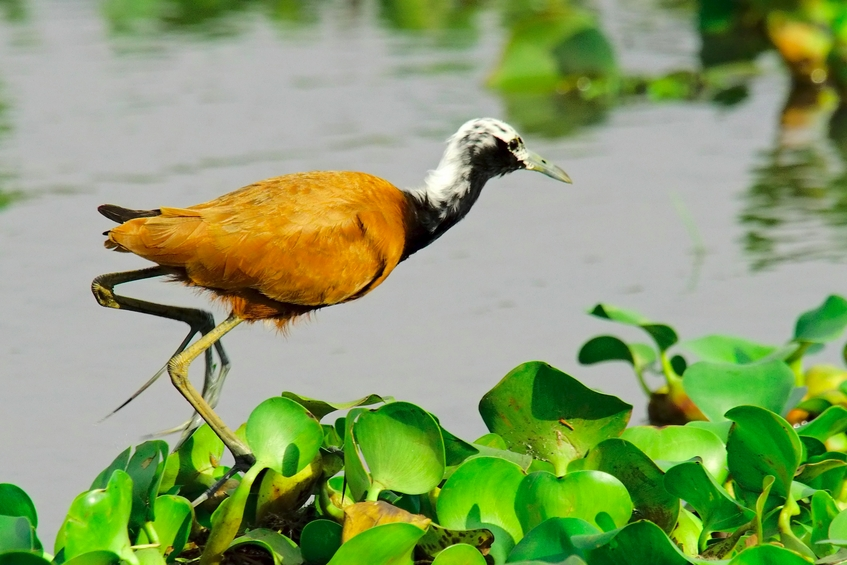
Ostnák madagaskarský patří již k ohroženým druhům

Všechny populace ostnáků jsou patrně na pomalém ústupu v důsledku zániku přirozených stanovišť. Mělké nížinaté močály bývají ve většině oblastí světa vysoušeny za účelem získání půdy pro zemědělství a výstavbu sídel. Na druhou stranu vznik vodních ploch (např. přehrada Kariba v Zambezi) včetně rybníčků pro napájení dobytka dal vzniknout potenciálně nových hnízdním stanovištím ostnáků. Ostnáci nutně potřebují na vodní ploše dostatek vodních rostlin a v případě jejich zániku vymřou nebo z oblasti odletí jinam. V některých částech Afriky vodní rostliny zanikají následkem introdukcí kaprovitých ryb. V Austrálii v době sucha jsou zase vodní rostliny spásány koňmi a prasaty. Je znám i případ z Kostariky, kdy byla vodní vegetace odstraněna z estetických důvodů a ostnáci z vodní plochy vymizeli; jakmile došlo k obnovení vodní vegetace na vodní ploše, ostnáci oblast znovu osídlili.
K roku 2024 Mezinárodní svaz ochrany přírody hodnotil většinu druhů ostnáků jako málo dotčené, pouze ostnák madagarský byl hodnocen jako ohrožený. Na vině ohrožení tohoto ostnáka je především zánik přirozených stanovišť, avšak druh čelí i tlaku místních lovců.

### Chov
V zoologických zahradách se jedná o vzácně chované ptáky. V evropských zoo (Německo, Belgie, Francie, Itálie a Česko) byly v roce 2024 chovány pouze dva druhy ostnáků: ostnák africký a ostnák jihoamerický. V rámci Česka byl chován jen ostnák jihoamerický v Zoo Praha a Zoo Zlín.